# كلود كرارا
كلود كرارا (بالفرنسية: Claude Carrara)‏ هو لاعب كرة قدم فرنسي في مركز مهاجم ‏، ولد في 28 أبريل 1947 في فريجوس في فرنسا. شارك مع منتخب تاهيتي لكرة القدم. أما مع النوادي، فقد لعب مع نادي تولون.